# Halley (cratera marciana)
Halley é uma cratera marciana. Tem como característica 84.5 quilômetros de diâmetro. Tem o seu nome em homenagem a Edmond Halley, um famoso astrónomo e matemático britânico, conhecido por ser o descobridor do cometa Halley.